# La ragazza con la pistola
La ragazza con la pistola és una pel·lícula italiana de comèdia de 1968 dirigida per Mario Monicelli. Va ser nominada a l'Oscar a la millor pel·lícula de parla no anglesa. Monica Vitti va guanyar el David di Donatello com a millor actriu.

## Sinopsi
En un petit poble de Sicília, la noia Assunta és seduïda per Vincenzo. L'home, però, va fugir l'endemà de convertir-se en amants. Segons les tradicions locals, Assunta i les seves germanes no poden casar-se a menys que algú de la família mati l'infractor i restableixi l'honor de la família. Marxa a Regne Unit, on Vincenzo ha fugit. Assunta es troba intimidada per la cultura diferent, però viatja decididament a Edimburg, Sheffield, Bath i Londres a la recerca de Vincenzo per matar-lo. Després d'un accident, Assunta és hospitalitzada; coneix un pacient simpàtic, comprensiu i sentimental, que li aconsella oblidar-se de Vincenzo i dedicar-se a la seva vida. Segueix aquests consells i aviat es crea per si sola una nova i meravellosa vida a Regne Unit.

## Repartiment
- Monica Vitti - Assunta Patanè
- Stanley Baker - Dr. Osborne
- Carlo Giuffrè - Vincenzo Macaluso
- Corin Redgrave - Frank Hogan
- Anthony Booth - John
- Aldo Puglisi – Immigrant sicilià
- Tiberio Murgia – Immigrant sicilià
- Dominic Allan - Mr. Sullivan
- Deborah Stanford - Mrs. Sullivan
- Catherine Feller - Rosina Canunzio
- Helen Downing - Ada
- Janet Brandes - Infermera
- Natasha Harwood -Mrs. Osbourne
- Stefano Satta Flores – Cambrer al restaurant de Capri
- Johnny Briggs - Cad at dance (no acreditat)

## Reconeixements
- 1969 - Premis Oscar
  - Candidatura a l'Millor pel·lícula estrangera
- 1969 - David di Donatello
  - Millor productor a Gianni Hecht Lucari
  - Millor actriu protagonista a Monica Vitti
- 1969 - Nastro d'argento
  - Millor actriu protagonista a Monica Vitti
  - Candidatura com a Millor guió a Rodolfo Sonego
- 1969 - Globo d'oro
  - Millor actriu a Monica Vitti
- 1969 - Grolla d'oro
  - Millor actriu per Monica Vitti
- 1968 - Festival de Sant Sebastià[4]
  - Premi Sant Sebastià d'interpretació femenina a Monica Vitti
  - Candidatura a la Conquilla d'Or per Mario Monicelli